# Socialist Party (Irland)
Die Socialist Party (SP, irisch: Páirtí Sóisialach) ist eine aktive politische Partei der Republik Irland und in Nordirland. Sie war von 1997 bis 2007 Irlands einzige marxistische und sozialistische Organisation mit Sitzen im Unterhaus. Nach der Europawahl 2009 war sie bis 2014 mit einem Sitz im Europäischen Parlament vertreten. Die Partei ist Teil des trotzkistischen International Socialist Alternative, ihre deutsche Schwesterorganisation ist die Sozialistische Alternative (SAV).
Die Socialist Party sollte nicht mit den (eigenständigen) Parteien Irish Republican Socialist Party und Socialist Workers Network (bis 2018 Socialist Workers Party) verwechselt werden.

## Geschichte
Bevor die Partei 1996 ihren heutigen Namen erhielt, gehörten viele ihrer Mitglieder den Organisationen Irish Militant Tendency und Irish Militant Labour (beide Anhänger des o. g. Komitees) an. Wie viele andere dieser Organisationen praktizierte auch die erste der beiden bis in die 1980er-Jahre das Prinzip des Entrismus innerhalb der Labour Party. Daraufhin wurden viele Mitglieder Anfang der 1990er-Jahre aus der Labour Party ausgeschlossen und gründeten eine unabhängige Organisation mit dem Namen Militant Labour.
Die Socialist Party ist sowohl in der Republik als auch in Nordirland vertreten und veröffentlicht monatlich eine Zeitung mit dem Titel The Socialist (ehemals Socialist Voice, The Voice und Militant) sowie das unregelmäßig erscheinende Journal Socialist View (ehemals Socialism 2000). Weiterhin gibt es das Internet-Magazin International Socialist Voice sowie den gelegentlichen Dubliner Newsletter Fingal Socialist.
Durch Kampagnenarbeit schuf sich die Partei eine gewisse Wählerbasis, sodass Joe Higgins bei der Wahl 1997 einen Sitz im Unterhaus sowie vier weitere Mitglieder in Arbeitervierteln von Dublin und Cork Sitze auf lokaler Ebene erreichen konnte. In Nordirland fiel es der Partei schwerer, Fuß zu fassen, aber man schaffte es, sich eine gewisse Präsenz innerhalb der Gewerkschaften aufzubauen.
Den von Joe Higgins gewonnenen Unterhaussitz konnte die Socialist Party auch bei der Wahl 2002 verteidigen, Clare Daly verpasste nur knapp einen weiteren Sitz. Bei den Wahlen auf lokaler Ebene im Jahr 2004 schaffte es die Partei, zwei weitere Sitze zu erreichen: Mick Murphy in einem Bezirk in Tallaght und Mick Barry in einem Corker Bezirk. Bei der Europawahl im gleichen Jahr erreichte Joe Higgins 23.200 Stimmen (5,5 %), verdoppelte damit sein bisheriges Ergebnis, konnte aber keinen Sitz erreichen. Bei der Europawahl 2009 gelang Joe Higgins mit 50.500 Stimmen (12,4 %) der Einzug ins Europäische Parlament. Bei den Wahlen von 2011 gelang ihr mit zwei Sitzen der Einzug in den Dáil Éireann.
Die Mandatsträger der Socialist Party traten bei den Kommunalwahlen des Jahres 2014 für die neugegründete Anti-Austerity Alliance (AAA) jetzt Solidarity an, was diese in den Ruf einer Vorfeldorganisation der SP brachte. Ihre Mitglieder im Dáil Éireann schlossen sich, nach der Vereinigung der AAA mit der People Before Profit Alliance (PBPA) zur Anti-Austerity Alliance-People Before Profit, bis 2020 Solidarity–People Before Profit, jetzt People Before Profit/Solidarity dieser neugegründeten Fraktion an.

## Abgeordnete des Dáil Éireann
Bei den Wahlen zum Dáil Éireann 2024 wurde 1 Abgeordneter im Wahlbündnis Solidarity–People Before Profit gewählt:
- Solidarity
  - Ruth Coppinger (Mitglied der Socialist Party, Wahlkreis Dublin West)

Abgeordnete der Socialist Party beschränken ihr Gehalt auf einen durchschnittlichen Industrielohn.

## Außerparlamentarische Aktivitäten
Die Socialist Party ist sehr aktiv in der Gewerkschaftsbewegung und wirbt für mehr militante Aktionen um die Rechte der Arbeiter zu verbessern und zu schützen. Mitglieder der Partei sind in diversen hochrangigen Positionen innerhalb der Gewerkschaften vertreten – innerhalb von CPSU (Civil and Public Service Union) und NIPSA (Northern Ireland Public Service Alliance) stellt die Partei sogar den Präsidenten.
Auch bei diversen Kampagnen ist die Partei involviert – so z. B. gegen die umstrittene Abwassergebühr in Dublin Mitte der 1990er Jahre, eine Abfallgebühr sowie in Nordirland eine weitere Abwassergebühr. Auf internationaler Ebene kämpfte die Partei gegen die Kriege im Irak und Afghanistan sowie die Besetzung von Palästina; innenpolitisch gegen Faschismus, Rassismus, Billiglöhne und religiöse Diskriminierung. Weiterhin gilt die Partei als „Anwalt“ und Unterstützer der Arbeiter, Frauen, ethnischen Minderheiten sowie der Homosexuellen.
Im Herbst 2003 war die Socialist Party in allen irischen Medien vertreten, als sowohl Joe Higgins als auch Clare Daly zu einem Monat Gefängnis verurteilt wurden, die sie im Mountjoy Prison verbrachten, da sie eine einstweilige Verfügung des High Court gegen die Behinderung von Müllwagen nicht einhielten. Diese Aktionen waren Teil der Kampagne gegen die Müllgebühren. Weitere Parteimitglieder (zusammen mit Mitgliedern anderer Parteien und sonstigen Aktivisten) wurde wegen ähnlicher Vergehen in diesem Zusammenhang verurteilt.
2005 war die Socialist Party (und insbesondere Joe Higgins) hauptsächlich für die Aufdeckung der Tatsache verantwortlich, dass immigrierte türkische Bauarbeiter für eine türkische (multinationale) Firma bei staatlichen irischen Bauvorhaben arbeiten. Die Arbeiter erhielten lediglich einen Lohn von 3 Euro in der Stunde (was weniger als die Hälfte des Mindestlohns in Irland war) und wurde zu Arbeitszeiten von bis zu 80 Stunden in der Woche gezwungen. Diese Aufdeckung der Socialist Party führte zum ersten großen Streik ausländischer Gastarbeiter in Irland und zur Entdeckung von holländischen Bankkonten mit Millionenbeträgen auf die Namen der Arbeiter. Der Streik endete mit einem absoluten Sieg, und die Arbeiter erhielten zehntausende Euro Nachzahlungen. Für die Partei bedeutete diese Entwicklung und die große Pressepräsenz über Monate, einen großen Zuspruch, für die Gewerkschaft SIPTU (Services, Industrial Professional Technical Union), bei der die Arbeiter Mitglied waren, hingegen einen herben Verlust.
Mit den Socialist Youth besitzt die Partei auch einen eigenen Jugendflügel, der in den meisten Städten vertreten ist, in denen auch die Socialist Party Zweigstellen unterhält.
Sowohl Socialist Youth als auch die Socialist Party streben an, dass die wirtschaftliche Macht aus den Händen der Banken, Aktionären und Wirtschaftsbossen genommen und der Arbeiterklasse gegeben wird. Die Partei steht für Staatsbesitz sowie für sozialistische Planwirtschaft in wirtschaftlichen Schlüsselfragen. In Bezug auf Nordirland vertritt die Partei einen radikaleren Ansatz als den heutigen Status quo. Über die Grenzen hinweg sollten sich die Arbeiterklassen vereinigen und ein vereintes sozialistisches Irland bilden, das Teil einer internationalen sozialistischen Föderation sein soll.

## Wahlergebnisse

### Republik Irland
Wahlen zum Dáil Éireann und Wahlen zum Europaparlament erfolgen nach Präferenzwahlrecht.
| Jahr | Wahl              | Stimmenanteil                                | Sitze                                        |
| ---- | ----------------- | -------------------------------------------- | -------------------------------------------- |
| 1997 | Dáil Éireann 1997 | 0,6 %                                        | 1/166                                        |
| 1999 | Europawahl 1999   | 0,8 %                                        | 0/15                                         |
| 2002 | Dáil Éireann 2002 | 0,6 %                                        | 1/166                                        |
| 2004 | Europawahl 2004   | 1,3 %                                        | 0/13                                         |
| 2007 | Dáil Éireann 2007 | 0,6 %                                        | 0/166                                        |
| 2009 | Europawahl 2009   | 2,7 %                                        | 1/12                                         |
| 2011 | Dáil Éireann 2011 | 1,2 %                                        | 2/166                                        |
| 2014 | Europawahl 2014   | 1,8 %                                        | 0/11                                         |
| 2016 | Dáil Éireann 2016 | 1,9 %                                        | 3/158 1 von 6/158                            |
| 2019 | Europawahl 2019   | 0,3 %                                        | 0/11 2 von 0/11                              |
| 2020 | Dáil Éireann 2020 | 0,6 %                                        | 1/160 2 von 5/160                            |
| 2024 | Europawahl 2024   | Solidarity hat keinen Kandidaten aufgestellt | Solidarity hat keinen Kandidaten aufgestellt |
| 2024 | Dáil Éireann 2024 | 0,6 %                                        | 1/174 3 von 3/174                            |

### Nordirland
Wahlen zur Nordirland-Versammlung ab 1998 nach Präferenzwahlrecht.
| Jahr | Wahl                        | Stimmenanteil | Sitze |
| ---- | --------------------------- | ------------- | ----- |
| 1998 | Nordirland-Versammlung 1998 | 0,1 %         | 0/108 |
| 2003 | Nordirland-Versammlung 2003 | 0,0 %         | 0/108 |
| 2007 | Nordirland-Versammlung 2007 | 0,1 %         | 0/108 |
| 2011 | Nordirland-Versammlung 2011 | 0,1 %         | 0/108 |
| 2022 | Nordirland-Versammlung 2022 | 0,0 %         | 0/90  |